# Salāq-e Nūrī
Salāq-e Nūrī (persiska: سلاق نوری, سلاق تاج) är en ort i Iran.   Den ligger i provinsen Golestan, i den norra delen av landet, 400 km nordost om huvudstaden Teheran. Salāq-e Nūrī ligger 33 meter över havet och antalet invånare är 377.
Terrängen runt Salāq-e Nūrī är mycket platt. Runt Salāq-e Nūrī är det ganska tätbefolkat, med 65 invånare per kvadratkilometer. Närmaste större samhälle är Gonbad-e Kāvūs, 20,0 km nordost om Salāq-e Nūrī. Trakten runt Salāq-e Nūrī består till största delen av jordbruksmark.